# Pruchnik
Pruchnik là một thị trấn thuộc huyện Jarosławski, tỉnh Podkarpackie ở đông-nam Ba Lan. Thị trấn có diện tích 20 km². Đến ngày 1 tháng 1 năm 2011, dân số của thị trấn là 3678 người và mật độ 185 người/km².